# کیهان‌شناسی کتاب مقدس
کیهان‌شناسی کتاب مقدس، دید نویسندگان کتاب مقدس در مورد آسمان، ستارگان و زمین است. کتاب مقدس در چندین قرن متوالی و توسط نویسندگان مختلف نوشته شده‌است. از این رو در بخشهای مختلف تفاوتهایی در نحوه نوشتار و دیدگاه‌های نویسنده وجود دارد.
بر اساس باور کتاب مقدس دنیا از زمین به صورت یک دیسک تخت که در آب شناور بود تشکیل شده بود. در بالای زمین بهشت و در زیر آن شئول یا زیرزمین قرار داشت. انسانها در طول حیات خود بر روی زمین و پس از مرگ به شئول می‌رفتند و شئول از نظر خوبی و بدی بیطرف بود؛ ولیکن در گذر زمان یهودیان ایده مجازات در شئول برای گناهکاران و زندگی خوب برای درستکاران در بهشت را قبول کردند.
باور کتاب مقدس در مورد کیهان‌شناسی در آیات ابتدایی کتاب پیدایش بیان شده‌است. در این باور یهوه، خدای اسرائیل، به تنهایی و بدون کمک آسمانها و زمین را در هفت روز خلق کرد. بعدها دید یونانیان در مورد بخشهای مختلف خدا نظیر روح، حکمت و کلمه وی به یهودیت راه یافت. در مسیحیت عیسی با کلمه خدا به عنوان بخشی از وی معادل دانسته می‌شود.

## کیهان بر اساس کتاب مقدس
کتاب مقدس دنیا را به سه بخش تقسیم می‌کند. بهشت یا شَمایم (שָׁמַיִם) در بالای زمین، زمین یا آرِتص (אָֽרֶץ) در میانه، و زیرزمین یا شِئول (שְׁאוֹל) که در زیر زمین واقع شده‌است. در عهد جدید نیز نویسندگان زمین را به صورت یک سطح تخت تصور می‌کنند. این دیدگاه تا قرن پانزدهم دیدگاه مسیحیان و یهودیان بود که در این زمان دید کروی بودن زمین کم‌کم جایگزین دید زمین تخت شد.

### اقیانوس آسمانی
بر اساس کتاب مقدس سه بخش مختلف دنیا در اقیانوسی به نام تِهوم (תְּהוֹם) شناورند که این اقیانوس تا قبل از ایجاد گنبد آسمانی سطح زمین را پوشانده بود. از این رو در کتاب مقدس با ایجاد گنبد آبهای بالای زمین و آبهای زیر آن از هم جدا می‌شوند و خشکی ایجاد می‌گردد. تهوم با خداوند مخالف است و در ابتدای پیدایش دنیا با وی به مقابله برمی‌خیزد (زبور ۱۰۴:۶) ولیکن به خاطر شکست خوردن از خدا از زمین خشک فرار می‌کند. از این رو خداوند با ایجاد گنبد یک حفاظی ایجاد می‌کند که تهوم نمی‌تواند از آن عبور کند. اقیانوس آسمانی توسط موجوداتی که با خداوند دشمن هستند پر شده‌است. این موجودات نظیر رهاب (ایوب ۲۶:۱۲) و لویاتانها هستند.

دید کتاب مقدس از آسمانها و زمین و گنبد آسمانی.

### بهشت
در کتاب مقدس (( Bible )) لغت عبری شمایم آسمان یا بهشت را بیان می‌کند که محل زندگی خداوند است. رکیا یا گنبد آسمانی که آسمانی است که توسط انسانها مشاهده می‌شود مانند یک نیمکره است که زمین را احاطه کرده‌است. این گنبد آبهای بالا را از زمین جدا می‌کند. باران، برف، باد و تگرگ در مخزنهایی در بیرون گنبد نگهداری می‌شوند و گنبد دارای دریچه‌هایی برای عبور آنان است. از این رو در داستان طوفان نوح پنجره‌های آسمان باز می‌شوند و آبهای بالا به زمین سرازیر می‌شوند.

### شکل زمین
در عهد عتیق زمین همواره به صورت سطحی تخت که در آب شناور است تصور می‌شود. بر اساس کتاب مقدس انتهایی برای زمین وجود دارد که در آن بهشت بر روی ستونهایی قرار داده شده‌است. کتاب ایوب زمین را به صورت چادری بسیار بزرگ تصور می‌کند.
ایده کروی بودن زمین توسط یونانیان در قرن شش قبل از میلاد بیان شد و در قرن سوم قبل از میلاد بیشتر یونانیان و رومیان بر این باور بودند؛ ولیکن حتی در کتاب مکاشفه یوحنا که یکی آخرین کتابهای عهد جدید می‌باشد نویسنده زمین را تخت تصور می‌کند.

### زیر زمین
زیر زمین شئول قرار دارد که رفائیم (سایه‌ها) در آن هستند؛ ولیکن به صورت کامل مشخص نیست که آیا تمامی مردگان تبدیل به سایه می‌شوند. بعضی آیات کتاب مقدس بیان می‌کند که خداوند در شئول حضور ندارد (زبور ۶). بعضی دیگر روح مردگان را در حالتی نیمه روحانی تصور می‌کند که در آن روح ساموئل نبی الوهیم نامیده می‌شود. بعضی آیات دیگر به اینکه خداوند بر شئول مانند تمامی آفرینش غلبه دارد اشاره می‌کنند.